# 香山蘭
香山 蘭 （かやま らん　1981年9月1日 -）は、日本のAV女優。バルドエージェンシーから2016年よりチームリンクスに移籍。熟女系の女優。
現在は浅草ロック座所属のストリッパーとして活動中。

## 略歴
2010年にAVデビュー。
2011年11月11日新宿ニューアートにてストリップ・デビュー。

## 人物
- 趣味：読書、演劇鑑賞、英会話
- 特技：中国語、ウォーキング
- 人妻作品への出演が多い。

## 作品

### アダルトビデオ
2010年
- 『この熟女いやらしい!夫じゃダメなの!お願い、体の疼きを早く鎮めて!平凡な妻たちが禁断の快楽に溺れていく…』（1月31日 アテナ映像）他出演:宮村ゆうこ、山岸十和子
- 『近親相姦 2 ～姉貴との禁断の関係～』（3月10日 スティルワークス）他出演:糸谷多絵、安達美穂
- 『酔オナニー狂 香山蘭32歳』（3月18日 AROUND)
- 『理由あり妻 不倫の旅 02』（4月2日　ゴーゴーズ）
- 『新橋の美人ママ イキ顔我慢』（4月22日 AROUND）
- 『シャバに戻った男の強姦犯罪 やっぱりやっちまいました!』（4月25日、FAプロ）他出演:菊川麻里、永井智美
- 『人妻ガチンコテレフォンセックス』（5月14日 映天）他出演:平松恵理香、折原みさと、熊谷麻美
- 『年収千四百五十万円の二十四歳会長秘書』（5月21日 BALTAN）
- 『この世は切なくやるせなく 狂おしく』（5月25日、FAプロ）他出演:北園梓、倖田李梨
- 『山の手不倫妻1』（6月7日 桃太郎映像出版）
- 『世界一ねちっこいSEX 熟女 淑女 中年女』（6月10日、FAプロ）他出演:五十嵐しのぶ、佐々木ふうか
- 『ショッキング映像立ったままするSEX／男女生殖器合体のリアリズム』（6月10日、FAプロ）他出演:桐原あずさ、雪平あい、浅倉彩音
- 『ピストンディルド顔面騎乗』（6月18日、セックスエージェント）他出演:松すみれ、櫻井ゆうこ、美咲りん、鈴木なつ
- 『最近べろちゅ～手コキされてますか? 僕はべろちゅ～手コキ派です。』（7月16日、セックスエージェント）他出演:大沢美加、瀬奈涼、杉浦アリス、美咲りん、白井ゆきな、水野えみり、鈴木なつ
- 『官能小説 眠れない夜明け 大都会の禁親相姦』（7月25日、FAプロ）
- 『狂おしき人妻 通夜の夜もやってしまいました 葬儀の夜も…』（9月25日、FAプロ）他出演:堀口奈津美、秀吉小夜子
- 『夏と青姦と故郷』（9月25日、FAプロ）他出演:手塚みや、王崎詩織、美咲菜々子
- 『犯される美人妻』（10月22日、Nadeshiko）
- 『けしからん!ムチムチのおみ足』（12月17日、SEX Agent）他出演:管野しずか、榊なち、鈴音りおな、杉浦アリス

2011年
- ヤブサメ2011BEST OF BEST 10時間SP（12月23日、流鏑馬グラフィティ）他出演：深田梨菜、伊沢美春、荒木瞳、鈴音りおな、榊なち、優木あおい、倉科さやか、管野しずか、黒木麻衣、瀬奈ジュン、黒田麻世、辻本りょう　他